# V3-A
O V-3A (AAM) é um míssil ar-ar, de guiagem infravermelha e curto alcance sul-africano desenvolvido pela Kentron, hoje parte da Denel Aerospace Systems.
A África do Sul sofreu um embargo a compra de armas pela ONU imposto ao regime Apartheid nas década de 60 e 70. Com o conflito com Angola, apoiada pelos russos e cubanos, era necessário desenvolver localmente seus próprios equipamentos militares, entre esses, mísseis ar-ar. Por isso, a África do Sul desenvolveu sua própria linha de mísseis a partir de 1969. O V-1 foi o primeiro míssil desenvolvido pelos sul-africanos a partir do AIM-9B Sidewinder. O V-2, ainda experimental, possuía características do R 550 Magic I. O V3-A foi o primeiro míssil a entrar em serviço operacional em 1973.
Com a ameaça dos caças e mísseis soviéticos mais modernos, o objetivo do V3-A era superar as capacidades do AIM9-B Sidewinder. Baseado no R 550 Magic I, o V3-A incorporou modificações locais. Este foi o primeiro míssil operacional com a capacidade de ser apontado diretamente pelo capacete do piloto. O V3-A foi integrado no Mirage F1AZ, Mirage III e Atlas Impala. Foi substituído pelo V3-B.

## Especificações
- Comprimento: 2.950 m
- Diâmetro: 127 mm
- Envergadura: 530 mm
- Peso: 73,4 kg
- Guiagem: Infravermelho
- Alcance: 4 km